# Nordisk kombineret under vinter-OL 2014
Konkurrencerne i nordisk kombineret under vinter-OL 2014 blev afviklet ved skihopanlægget RusSki Gorki ved Krasnaja Poljana, Rusland fra 12. til 20. februar 2014.

## Medaljevindere
| Disciplin                               | Guld                                                                        | Guld    | Sølv                                                                               | Sølv            | Bronze                                                                            | Bronze          |
| --------------------------------------- | --------------------------------------------------------------------------- | ------- | ---------------------------------------------------------------------------------- | --------------- | --------------------------------------------------------------------------------- | --------------- |
| Individuelt (Normal bakke / 10 km)      | Eric Frenzel                                                                | 23:50,2 | Akito Watabe                                                                       | + 4,2           | Magnus Krog                                                                       | + 8,1           |
| Individuelt (Stor bakke / 10 km)        | Jørgen Graabak                                                              | 23:27,5 | Magnus Moan                                                                        | + 0,6           | Fabian Rießle                                                                     | + 1,6           |
| Holdkonkurrence (Stor bakke / 4 × 5 km) | Norge (NOR) · Magnus Moan · Håvard Klemetsen · Magnus Krog · Jørgen Graabak | 47:13,5 | Tyskland (GER) · Eric Frenzel · Björn Kircheisen · Johannes Rydzek · Fabian Rießle | 47:13,8 (+ 0,3) | Østrig (AUT) · Lukas Klapfer · Christoph Bieler · Bernhard Gruber · Mario Stecher | 47:16,9 (+ 3,4) |

## Medaljetabel
| Plac. | Land           | Guld | Sølv | Bronze | Total |
| ----- | -------------- | ---- | ---- | ------ | ----- |
| 1.    | Norge (NOR)    | 2    | 1    | 1      | 4     |
| 2.    | Tyskland (GER) | 1    | 1    | 1      | 3     |
| 3.    | Japan (JPN)    | 0    | 1    | 0      | 1     |
| 4.    | Østrig (AUT)   | 0    | 0    | 1      | 1     |